# Noruega nos Jogos Olímpicos de Verão de 1956
A Noruega competiu nos Jogos Olímpicos de Verão de 1956, realizados em Melbourne, Austrália e Estocolmo, Suécia.